# (6595) Munizbarreto
(6595) Munizbarreto est un astéroïde de la ceinture principale.

## Description
(6595) Munizbarreto est un astéroïde de la ceinture principale. Il fut découvert le 21 août 1987 à La Silla par Eric Walter Elst. Il présente une orbite caractérisée par un demi-grand axe de 2,43 UA, une excentricité de 0,15 et une inclinaison de 5,4° par rapport à l'écliptique.

## Compléments